# Apodemus draco
Il topo selvatico della Cina meridionale (Apodemus draco  Barrett-Hamilton, 1900) è un roditore della famiglia dei Muridi diffuso in Cina e Indocina.

## Descrizione
Roditore di piccole dimensioni, con la lunghezza della testa e del corpo tra 87 e 106 mm, la lunghezza della coda tra 80 e 102 mm, la lunghezza del piede tra 20 e 23 mm e la lunghezza delle orecchie tra 15 e 17 mm.

La pelliccia è corta, soffice e vellutata. Le parti superiori sono bruno-rossiccio chiaro, con dei riflessi bruno-giallastri brillanti sui fianchi. Le parti ventrali sono bianco-grigiastre, con la base dei peli grigia. Le orecchie sono relativamente grandi e bruno-nerastre scure. La coda è lunga quanto la testa ed il corpo, marrone scuro sopra, più chiara sotto e cosparsa di piccoli peli biancastri. Le femmine hanno 2 paia di mammelle pettorali e 2 paia addominali.

## Biologia

### Comportamento
È una specie fossoria e notturna.

## Distribuzione e habitat
Questa specie è diffusa in Cina, India orientale e Myanmar settentrionale.
Vive nelle foreste sempreverdi e pluviali montane tra 1.335 e 3.816 metri di altitudine. Si trova frequentemente lungo i corsi d'acqua.

## Tassonomia
Sono state riconosciute 2 sottospecie:
- A.d.draco: Province cinesi dell'Hebei centrale, Henan sud-orientale, Anhui meridionale, Hubei orientale, Zhejiang occidentale, Fujian settentrionale, Jiangxi nord-orientale e orientale;
- A.d.orestes (Thomas, 1911): Province cinesi dell'Henan occidentale, Shaanxi meridionale, Gansu sud-orientale, Sichuan, Guizhou, Hunan occidentale e meridionale, Guangdong nord-occidentale, Guanxi settentrionale, Yunnan, Xizang orientale; Myanmar settentrionale e centro-occidentale; stato indiano dell'Arunachal Pradesh orientale.

## Conservazione
La IUCN Red List, considerato che questa specie è comune, ampiamente diffusa e priva di serie minacce, classifica A.draco come specie a rischio minimo (Least Concern).